# Philipp Albrecht von Gaisberg
Philipp Albrecht von Gaisberg (* 1676; † 1752) war ein württembergischer Offizier und Gutsbesitzer.

## Leben
Gaisberg wurde als Sohn des Ernst Friedrich von Gaisberg (1644–1695), Forstmeister in Leonberg, und seiner Frau Marie Margareth, geb. von Liebenstein (1651–1718) geboren. Er trat in württembergische Militärdienste, war um 1721 Oberstleutnant und ab 1737 Oberkommandierender der württembergischen Truppen. Er beendete seinen Dienst im Rang eines Generalfeldmarschallleutnants.
1721 erbat er vom Herzog den Meierhof in Hirschlanden als Lehen. Sein Gesuch wurde zwar abgelehnt, er selbst aber mit Besitz in Tübingen entschädigt. 1742 erwarb er das Schlossgut Kirchentellinsfurt. Philipp Albrecht von Gaisberg heiratete Katharine Sibylle von Imhoff (1681–1733) und begründete den (inzwischen erloschenen) Zweig Kirchentellinsfurt der Schöckinger Linie der Familie von Gaisberg.